# Campeonato Europeo de Rugby League División B 2008
El Campeonato Europeo de Rugby League División B de 2008 fue la tercera edición del torneo de segunda división europeo de Rugby League.

## Equipos
- Alemania
- Italia
- República Checa

## Posiciones
| Equipo          | Encuentros | Encuentros | Encuentros | Encuentros | Tantos  | Tantos    | Tantos     | Puntos |
| Equipo          | jugados    | ganados    | empatados  | perdidos   | a favor | en contra | diferencia | Puntos |
| --------------- | ---------- | ---------- | ---------- | ---------- | ------- | --------- | ---------- | ------ |
| Italia          | 2          | 2          | 0          | 0          | 96      | 44        | +52        | 4      |
| Alemania        | 2          | 1          | 0          | 1          | 88      | 78        | +20        | 2      |
| República Checa | 2          | 0          | 0          | 2          | 38      | 100       | -62        | 0      |

### Resultados
| 13 de junio | Italia | 58 - 26 | Alemania |  |  |

| 12 de julio | República Checa | 18 - 38 | Italia |  |  |

| 2 de agosto | Alemania | 62 - 20 | República Checa |  |  |

| Bandera de Italia |
| Campeón Italia    |
| Primer título     |